# Ersilia Caetani Lovatelli
Ersilia Caetani Lovatelli (Roma, 12 d'octubre de 1840 - 22 de desembre de 1925) fou una historiadora de l'art i arqueòloga italiana. Fou una de les arqueòlogues més importants de la seua època per les seues recerques sobre la vida i costums de l'antiga Roma. Fou la primera dona acadèmica de l'Accademia Nazionale dei Lincei i nomenada doctora honoris causa per la Universitat de Halle.

## Biografia
Filla de l'aristòcrata, compositora i salonnière polonesa Calixta Rzewuski i de Michelangelo Caetani, duc de Sermoneta i príncep de Teano, polític i acadèmic. El clan dels Caetani era una de les famílies més riques de Roma, encara que Michelangelo es declarà un ferm defensor del liberalisme. El seu interés per les arts i la cultura li feu teixir una sèrie de xarxes entre l'elit cultural i política europea. La inquietud per la història de l'antiguitat clàssica també la rebé de la seua àvia, Teresa de'Rossi, antiquària i impulsora d'excavacions a la rodalia de la capital italiana. Son germà, Onorato, fou alcalde de Roma (1890-1892) i, durant uns mesos, ministre d'Afers exteriors del Regne d'Itàlia.

## Trajectòria
Des d'una edat primerenca, demostrà un profund interés per estudiar i publicar informació sobre la història de Roma, un repte per a una dona italiana del s. XIX. L'interés per l'antiguitat mostrat per la seua família fou clau en la trajectòria acadèmica d'Ersilia Caetani Lovatelli. Estudià grec, llatí i sànscrit, i com que estava vetat l'accés de les dones a la universitat, rebé classes particulars de l'orientalista i catedràtic de la Universitat de Roma, Ignazio Guidi. Estudià història i arqueologia clàssiques, inclosa la tècnica d'excavació per capes, que aprengué de Giuseppe Fiorelly. Demostrà un interés especial en epigrafia, i estudià sànscrit per desxifrar inscripcions.
Al 1854, és nomenada sòcia honorària de l'Instituto di Correspondenza di Roma i de l'Institut Arqueològic Alemany. Aquest fet marca una fita en la seua carrera professional: li permet la publicació del seu primer article en el Bulletino della Commissione archeologica comunale di Roma, en què analitza la inscripció gravada en una làpida trobada a la Via della Pastura. Al 1879, esdevé la primera dona acadèmica de l'Accademia Nazionale dei Lincei, que finança la publicació de la seua primera monografia, Thanatos (1888), en què es conjumina el tractament i significat de la mort en l'antiguitat.
En general, tingué suport de la comunitat científica, i això feu que publicara més articles i guanyara importància en el món de l'arqueologia. L'estil de Caetani-Lovatelli tracta d'indagar en la història i la cultura rere de l'objecte arqueològic, i va més enllà de la mera descripció. Sabé aprofitar l'oportunitat que li donà la construcció del sentiment nacional italià després de la unificació al 1878 per publicar una sèrie d'articles dirigits a un públic més ampli i que tenien el format de guies de viatge. La seua contribució suposà un augment considerable de l'interés cap a la història, l'antiguitat i l'arqueologia de Roma.
Al seu saló acudiren autors com Stendhal, Honoré de Balzac Nikolai Gogol, l'historiador Barthold Georg Niebuhr i el compositor Franz Liszt.

## Algunes publicacions
- Thánatos, Tipografia dei Lincei, Rom 1888
- Antichi monumenti illustrati, Tipografia dei Lincei, Rom 1889
- Scritti vari, Tipografia dei Lincei, Rom 1898
- Attraverso il mondo antico, Loescher, Rom 1901
- Ricerche archeologiche, Loescher, Rom 1903
- Vària, Loescher, Rom 1905
- Passeggiate nella Roma antica, Loescher, Rom 1909
- Aurea Roma, Loescher, Rom 1915